# Jean-Guihen Queyras
Pour les articles homonymes, voir Queyras (homonymie).
Jean-Guihen Queyras, né le 11 mars 1967 à Montréal au Canada, est un violoncelliste classique français.

## Biographie
Né au Canada, Jean-Guihen Queyras est, à l'âge de 5 ans, emmené en Algérie par ses parents qui rentrent en France trois ans plus tard.
Il a longtemps été violoncelliste soliste de l'Ensemble intercontemporain alors dirigé par Pierre Boulez qui en a fait son protégé et l'a choisi pour recevoir le Glenn Gould Protégé Prize en 2002 à Toronto. Sa formation au sein de l'ensemble intercontemporain n'a pas empêché la diversité de son répertoire de violoncelliste, qui va de Bach, Haydn, Dvořák aux grandes œuvres du XXe siècle de Bartók et Britten, jusqu'aux grands contemporains comme Kurtág, Boulez et Dutilleux. Il a également créé les concertos pour violoncelle de jeunes compositeurs comme Ivan Fedele, Gilbert Amy, Bruno Mantovani et Philippe Schœller.
Il a été l'invité des grands orchestres internationaux, parmi lesquels l'Orchestre Philharmonia de Londres, l'Orchestre de Paris, et l'Orchestre symphonique de Tokyo. Il joue également de nombreuses œuvres pour musique de chambre, notamment au sein du quatuor à cordes Arcanto, qu'il a fondé avec Tabea Zimmermann, Antje Weithaas et Daniel Sepec.
Jean-Guihen Queyras est professeur à l'Université de musique de Fribourg et codirecteur des Rencontres musicales de Haute-Provence à Forcalquier.
Depuis novembre 2005, il joue sur un violoncelle de Goffredo Cappa de 1696.

## Discographie sélective
- Ligeti, Concerto pour violoncelle - Ensemble intercontemporain, dir. Pierre Boulez (octobre 1992, DG 439 808-2)
- Britten , Suites pour violoncelle seul (mars 1998, coll. « Les nouveaux interprètes » Harmonia Mundi) (OCLC 610652339).
- Boulez, Messagesquisse (octobre 1999, DG) (OCLC 852799145).
- György Kurtág, Sándor Veress, Zoltán Kodály (Sonate pour violoncelle seul) (octobre 2000, Harmonia Mundi HMC 901735)[3] (OCLC 872377159).
- Bach, Suites pour violoncelle seul BWV 1007-1012 (mars 2007, Harmonia Mundi HMC 901970/71)[4]. (OCLC 712509680).
- Haydn, Concertos pour violoncelle ; Concerto pour violoncelle de Georg Mathias Monn, avec le Freiburger Barockorchester dirigé par Petra Müllejans (janvier 2004, Harmonia Mundi)[5] (OCLC 419614441).
- Dvořák, Concerto pour violoncelle et orchestre ; Trio avec piano no 4, op. 90 « Dumky », avec le Prague Philharmonia dirigé par Jiří Bělohlávek ; Isabelle Faust, violon ; Alexander Melnikov, piano (avril/décembre 2004, Harmonia Mundi) (OCLC 426693598).
- Schubert, Sonate Arpeggione ; Pièces op. 11 d'Anton Webern ; Pièces op. 5 d'Alban Berg, avec Alexandre Tharaud, piano (janvier 2006, Harmonia Mundi) (OCLC 77570171).
- Concertos du XXIe siècle : Bruno Mantovani, Philippe Schoeller, Gilbert Amy, avec l'Orchestre symphonique de la radio de Saarbruck, dir. Günther Herbig ; l'Orchestre philharmonique de Radio France, dir. Alexander Briger ; l'Orchestre de Paris, dir. Gilbert Amy (2009, Harmonia Mundi) (OCLC 971639409) — « Coup de cœur » de l'académie Charles-Cros
- Vivaldi, Concertos pour violoncelle, avec l'Akademie für Alte Musik Berlin,  (Harmonia Mundi, 2011) (OCLC 801807599)